# Carabus gigas
Carabus gigas là một loài bọ cánh cứng đặc hữu của châu Âu, ở đó nó được tìm thấy ở Albania, Áo, Bosna và Hercegovina, Bulgaria, Croatia, đại lục Hy Lạp, Hungary, Chính quốc Ý, Macedonia, România, Slovenia và Nam Tư.

## Hình ảnh

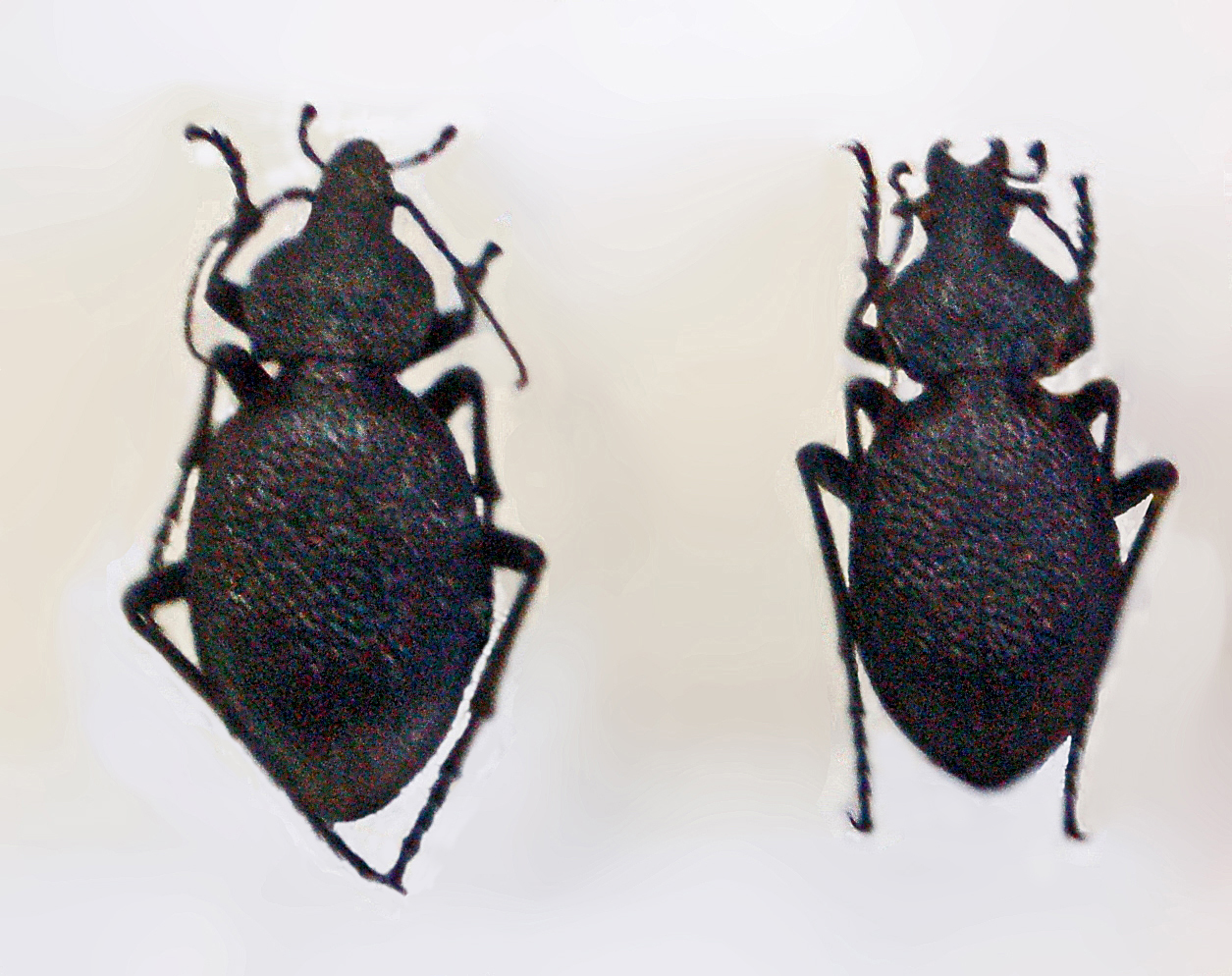